# 鈴木英敬
鈴木 英敬（すずき えいけい、1974年〈昭和49年〉8月15日 - ）は、日本の政治家、経産官僚。自由民主党所属の衆議院議員（2期）、自由民主党財政・金融・証券関係団体委員長兼財務金融部会長代理。
三重県知事（公選第18・19・20代）、内閣府大臣政務官を歴任。中央防災会議委員。身長は176cm。
妻は元シンクロ五輪メダリストの武田美保。本名は「すずき ひでたか」だが、政治家としては名前を音読みとしている。

## 来歴

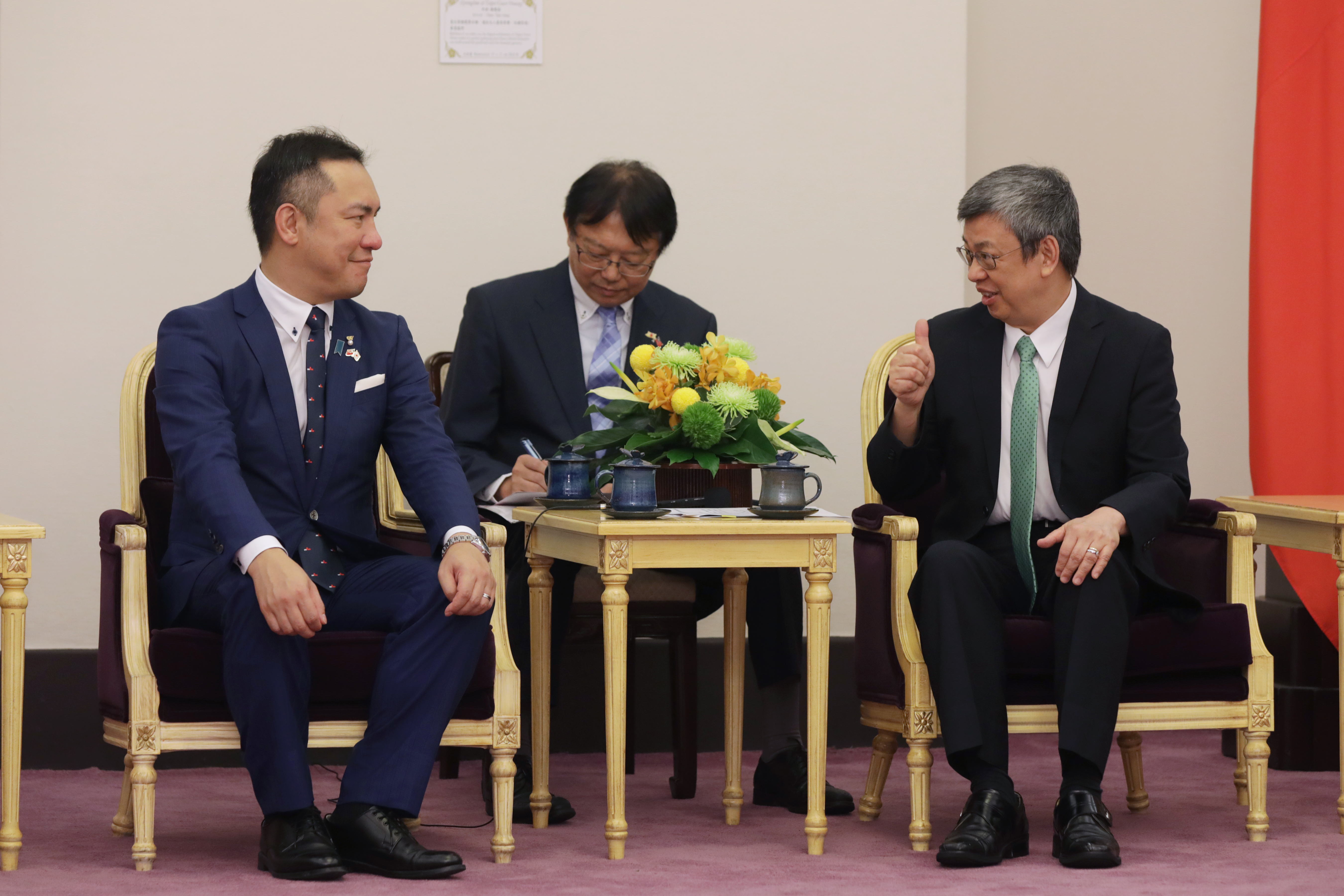
2019年9月16日、中華民国副総統陳建仁とともに（三重県知事時代）

兵庫県西宮市甲子園生まれ（現住所は三重県伊勢市岡本2丁目）。灘中学校・高等学校卒業。1998年3月、東京大学経済学部卒業。同年4月、通商産業省に入省。大臣官房総務課に配属される。
2006年7月、内閣官房長官の安倍晋三は自民党総裁選挙の準備運動として、文藝春秋から『美しい国へ』を上梓。鈴木は「日本のトップ、総理大臣がどんな国を創りたいと思っているのか、我々は知っておくべきではないか」と言って、当時西宮市職員だった杉田水脈に本書をすすめた。2006年9月26日に安倍が内閣総理大臣に就任すると、翌10月、鈴木は内閣官房へ参事官補佐として出向した。
2008年、自由民主党の三重2区支部長に就任。2009年8月30日に行われた第45回衆議院議員総選挙に立候補するが民主党現職の中川正春に敗れ落選した。
2011年2月、自由民主党を離党し、同年の三重県知事選挙に立候補する意向を表明。同年4月10日に行われた三重県知事選挙では自民党推薦・みんなの党推薦・公明党三重県本部の支持を受け立候補。37万9472票を獲得し、元津市長の松田直久を僅差で下して初当選した。就任時点では、大阪府の橋下徹知事を抜いて、36歳の全国最年少現職知事となった。
戦後の歴代三重県知事は、初当選のときは、田中覚（1955年の知事選挙で日本社会党の推薦で当選）・田川亮三（1972年の知事選挙で民社党・日本社会党の推薦で当選）・北川正恭（1995年の知事選挙で新進党・新党さきがけの推薦で当選）・野呂昭彦（2003年の知事選挙で民主党・社民党の推薦で当選）と全て非自民党系候補として当選している。鈴木は、自由民主党（及びみんなの党・公明党三重県本部）推薦候補として初当選した初の三重県知事となった。
2014年11月21日、2期目への立候補を表明した。2015年4月12日、自民党、公明党、新政みえの推薦を受けて再選を果たした。
2019年4月、3期目の当選を果たした。
2021年8月5日、会見で年内に予定される第49回衆議院議員総選挙に三重4区からの立候補を表明。合わせて9月12日付で三重県知事を辞職する意向を示した。投開票の結果、初当選を果たす。11月25日、清和政策研究会に加入する。
2022年8月12日、第2次岸田第1次改造内閣で内閣府大臣政務官（担務は経済再生（物価高騰対策、成長戦略など、経済財政政策の司令塔機能）、新しい資本主義、スタートアップ、新型コロナ対策、全世代型社会保障改革、金融庁）に就任。同年9月24日、「日本を取り戻す～安倍晋三元首相に誓う」と題したオンライン討論会を櫻井よしこ、杉田水脈とともに行った。
2024年8月19日、小林鷹之は国会内で記者会見を開き、任期満了に伴う自由民主党総裁選挙に立候補する意向を表明。記者会見には鈴木ら24人の国会議員が同席した。
同年9月9日、高市早苗は自民党総裁選の出馬会見を行い、裏金事件をめぐる安倍派議員の処遇について「党の処分を覆すことはない」と明言した。9月12日に総裁選が告示され、9人が立候補した。裏金議員について次期衆院選で「非公認」とする可能性に一時言及した石破茂と高市の決選投票が濃厚になると、旧安倍派は一気に高市に動いた。鈴木の盟友の杉田水脈が全面的に支援した高市は1回目の議員投票で、報道各社の事前調査での30～40票を大きく上回る72票を獲得した。党員数と合わせた得票数は1位だったが、決選投票で石破に敗れた。裏金議員85人（同年2月13日に公表）の一人である鈴木は中日新聞の取材に対し、1回目の投票、決選投票、いずれも投票先を公表しなかった。
2024年10月27日、第50回衆議院議員総選挙に裏金問題の影響で比例重複されなかかったものの三重4区で再選。同年11月15日、自由民主党財政・金融・証券関係団体委員長兼財務金融部会長代理に就任。

## 年表
- 1987年（昭和63年）3月 - 西宮市立南甲子園小学校卒業
- 1990年（平成2年）3月 - 灘中学校卒業
- 1993年（平成5年）3月 - 灘高等学校卒業
- 1994年（平成6年）4月 - 東京大学文科二類入学
- 1998年（平成10年）
  - 3月 - 東京大学経済学部経済学科卒業
  - 4月 - 通商産業省に入省。
- 2006年（平成18年） - 立命館大学非常勤講師。（〜2008年）
- 2008年（平成20年）
  - 1月15日 - 経済産業省を退官。
  - 2月 - 自由民主党三重県第二選挙区支部支部長へ就任。
- 2009年（平成21年）8月 - 自由民主党公認で三重2区から出馬したが、落選した。
- 2011年（平成23年）
  - 4月10日 - 第17回統一地方選挙の三重県知事選挙で379,472票を獲得し初当選。
  - 4月21日 - 三重県知事に就任する。
  - 9月5日から～平成23年台風第12号の被災地を視察して三重県から政府に緊急災害対策派遣隊（TEC-FORCE）の派遣を要請するなど復旧に尽力する。
- 2012年（平成24年）10月 - 三重県知事として同県出身のレスリングの吉田沙保里選手の国民栄誉賞の授与を政府（野田内閣）に要望した[25]。
- 2015年（平成27年）4月 - 三重県知事に再選。
- 2019年 (平成31年) 4月 - 三重県知事に三選。
- 2021年（令和3年）
  - 4月7日 - 東京オリンピックの聖火リレーの三重県区間の出発式で、第一走者の瀬古利彦のトーチに聖火を点火する役を務めた[26]。妻の武田美保は津市で聖火ランナーを務めた[27]。
  - 9月12日 - 任期途中で三重県知事を辞職。
  - 10月31日 - 自由民主党公認で第49回衆議院議員総選挙に三重4区から出馬し、初当選を果たす。
- 2024年（令和6年）
  - 10月27日 - 自由民主党公認で第50回衆議院議員総選挙に三重4区から出馬し、再選。

## 政策・主張

### 外交・安保
- 攻撃を受ける前に相手の拠点をたたく「敵基地攻撃能力」の保有について賛成[28]。
- 日本の核武装について将来にわたって検討すべきではないとしている[28]。

### 経済・財政
- 消費税率について当面は10％を維持すべきとしている[28]。
- 原発は日本に必要としている[28]。

### 憲法改正
- 憲法改正に賛成[28]。
- 憲法への緊急事態条項の明記に賛成[28]。
- 憲法9条を改正して自衛隊の存在を明記すべきとしている[28]。

### その他
- 2020年11月20日、性的少数者（LGBTなど）の同性カップルが婚姻と同等の扱いを受けられる「パートナーシップ宣誓制度」を導入すると発表。2020年度内の制定を目指す「性の多様性条例」に関連規定を盛り込むことを検討すると述べた[29]。同制度は2021年9月1日に開始された[30]。
- 2020年11月20日、菅義偉首相が打ち出した「デジタル庁」の三重県版となる「デジタル社会推進局（仮称）」を2021年度に設置する意向を表明した[31]。
- クオータ制の導入に反対[28]。
- 女性天皇に反対[28]。
  - 皇位継承のあり方について、男系継続と旧皇族復帰を主張している[32]。

## 不祥事・政治資金問題

### 2010年度
三重県知事に就任する直前まで暴力団員との交友が指摘される砂利砕石業者から顧問料として計330万円を受け取っていたことが2012年（平成24年）に分かった。自由民主党三重県第2選挙区支部長を務めていた2010年（平成22年）5月から2011年（平成23年）3月までに顧問料として月30万円を受け取っていた。会社の事業には関与せず、勤務実態はほとんどなかったという。鈴木知事は2012年（平成24年）2月23日に記者会見し「既に確定申告を済ませており、法的には問題ないが、就任前のこととはいえお騒がせしたことは三重県民に申し訳ない」と話した。問題の業者については、暴力団と関わりがある企業であるとの認識は無いとも述べた。この業者は自由民主党の三ツ矢憲生衆院議員にも献金しており、和歌山県警によって暴力団との関わりを指摘されていた。

### 2021年度
鈴木が代表を務める自由民主党三重県第四選挙区支部が、2021年（令和3年）10月14日の衆議院解散から10月31日の第49回衆議院議員総選挙投票日までの期間に、国の公共工事を受注している建設会社13社から1060万円の寄付を受け取っていたことが、2023年（令和5年）に明らかとなった。公職選挙法では国の公共事業の受注企業が国政選挙に係る寄付をすることを禁じているが、寄付した企業側は選挙応援のためで、法律違反を知らなかったと回答し、鈴木の事務所は寄付した企業が公共事業を受注していた事実を知らず、確認不足であったとした。その上で、道義的観点から寄付額を全額返金し、政治資金収支報告書を訂正する予定であると発表した。
2023年（令和5年）2月17日の衆議院予算委員会で、鈴木は全額返金したことを明らかにするとともに、野党側が要求した内閣府政務官の辞任を拒否した。
同月、日本共産党三重県委員会南部地区委員長が三重県警察に告発状を提出、同年5月に告発を受理した。2024年（令和5年）1月、三重県警は鈴木を公職選挙法違反の疑いで書類送検した。4月5日、津地方検察庁は嫌疑不十分で不起訴処分とした。その後、告発した人物が津検察審査会に不起訴不当として審査を申し立てたが、検察審査会は9月10日までに不起訴相当と議決した。

### 政治資金パーティー収入の裏金問題
2024年2月13日、自民党は、政治資金パーティーをめぐる裏金問題で、党所属のすべての国会議員らを対象に実施したアンケートの集計結果を公表した。鈴木の5年間の不記載額は計280万円であることが明らかとなった。
同年5月14日、衆議院政治倫理審査会は、裏金事件に関与しながら同審査会で弁明していない自民党議員44人に出席と説明を求める野党の申立てを全会一致で可決した。同月17日、参議院政治倫理審査会も同様に、弁明していない議員29人に出席と説明を求める申立てを全会一致で可決した。鈴木を含む関係議員73人は全員出席を拒否し、6月23日に通常国会は閉会した。

## 人物

### 選挙前の活動
2011年（平成23年）3月11日に起きた東日本大震災による福島第一原子力発電所事故を受けて、3月17日に四日市の中央建設が日本に3台しかない50メートルアームの生コン圧送車を操縦士とともに2台提供できる準備が整っていることを東京電力に仲介して紹介した。生コン圧送車は福島に派遣されたが、3月22日から日本政府が外国から借り上げた生コン車を利用することとしたために三重に引き返させられるなどした後、再び福島に派遣されている。

### 旧統一教会との関係
ジャーナリストの鈴木エイトが作成した「旧統一教会関連団体と関係があった現職国会議員168人」によれば、旧統一教会関連団体との関係について、2019年10月に、愛知県国際展示場で開催された教団系のイベント「考情文化祝福フェスティバル」に祝電を打っていたとされる。

### その他
- 本籍地は祖父の出身地の三重郡菰野町千草。鈴鹿市白子町在住。
- 2007年（平成19年）に武田美保と結婚。
- 2012年（平成24年）6月5日に第1子（長男）が誕生した。これに先立ち、5月9日の定例記者会見で男性の育児参加推進のために育児休暇を取得予定であることを公表した[48]。かつては特別職の育児休暇取得に懐疑的な姿勢を示していた[49]。
- 龍馬プロジェクト全国会・副会長、現在は国会議員参与を務める[50]。
- 2015年、イクメン・オブ・ザ・イヤー 2015のイクメン特別賞を受賞[51]。
- 2016年、第35回ベスト・ファーザー イエローリボン賞・政治部門を受賞[52]。

## 所属団体・議員連盟
- 自民党たばこ議員連盟[53]
- 日本の尊厳と国益を護る会[54]
- 日華議員懇談会

## 選挙歴
| 当落 | 選挙                   | 執行日         | 選挙区      | 政党       | 得票数     | 得票率 | 定数 | 得票順位 /候補者数 | 政党内比例順位 /政党当選者数 |
| ---- | ---------------------- | -------------- | ----------- | ---------- | ---------- | ------ | ---- | ------------------ | ---------------------------- |
| 落   | 第45回衆議院議員総選挙 | 2009年08月30日 | 三重県第2区 | 自由民主党 | 7万1626票  | 32.03% | 1    | 2/4                | 7/6                          |
| 当   | 2011年三重県知事選挙   | 2011年4月11日  | ーー        | 無所属     | 37万9472票 | 46.46% | 1    | 1/3                | /                            |
| 当   | 2015年三重県知事選挙   | 2015年4月12日  | ーー        | 無所属     | 60万3697票 | 85.68% | 1    | 1/2                | /                            |
| 当   | 2019年三重県知事選挙   | 2019年4月7日   | ーー        | 無所属     | 61万5281票 | 89.7%  | 1    | 1/2                | /                            |
| 当   | 第49回衆議院議員総選挙 | 2021年10月31日 | 三重県第4区 | 自由民主党 | 12万8753票 | 72.36% | 1    | 1/3                | /                            |
| 当   | 第50回衆議院議員総選挙 | 2024年10月27日 | 三重県第4区 | 自由民主党 | 9万6619票  | 60.19% | 1    | 1/3                | /                            |